# Savva Lika

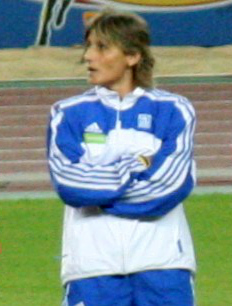
Savva Lika vid friidrotts-VM 2007 i Osaka.

Savva Lika (grekiska: Σάββα Λίκα), född Vojsava Lika den 27 juni 1970 i Korça, är en albansk före detta spjutkastare som sedan 2002 tävlade för Grekland. Savva flyttade till fots till Grekland år 1997.
Vid de olympiska spelen 2012 slutade Lika på 27:e plats. Hennes mest framgångsrika resultat i de olympiska spelen kom i Aten 2004 då hon slutade 9:a. 
Likas personliga rekord är på 63,13 meter som hon nådde vid världsmästerskapen i friidrott 2007 i Osaka. Med kastet slutade hon 5:a i tävlingen. Savva har även vunnit Medelhavsspelen en gång, 2009 med ett kast på 60,29 meter.